# Wyścig Austrii WTCC 2012
Wyścig Austrii WTCC 2012 – szósta runda World Touring Car Championship w sezonie 2012 i pierwsza w historii Wyścig Austrii. Rozegrał się on w dniach 19-20 maja 2012 na torze Salzburgring w Plainfeldzie w Austrii. W pierwszym wyścigu zwyciężył Robert Huff z Chevroleta, a w drugim Stefano D'Aste z Wiechers-Sport.

## Lista startowa
| Nr | Kierowca             | Zespół                   | Samochód             | Klasa |
| -- | -------------------- | ------------------------ | -------------------- | ----- |
| 1  | Yvan Muller          | Chevrolet                | Chevrolet Cruze 1.6T | M     |
| 2  | Robert Huff          | Chevrolet                | Chevrolet Cruze 1.6T | M     |
| 3  | Gabriele Tarquini    | Lukoil Racing Team       | SEAT León WTCC       | M     |
| 4  | Aleksiej Dudukało    | Lukoil Racing Team       | SEAT León WTCC       | MY    |
| 5  | Norbert Michelisz    | Zengő Motorsport         | BMW 320 TC           | MY    |
| 6  | Franz Engstler       | Liqui Moly Team Engstler | BMW 320 TC           | MY    |
| 7  | Charles Ng           | Liqui Moly Team Engstler | BMW 320 TC           | MY    |
| 8  | Alain Menu           | Chevrolet                | Chevrolet Cruze 1.6T | M     |
| 11 | Alex MacDowall       | Bamboo Engineering       | Chevrolet Cruze 1.6T | MY    |
| 12 | Pasquale Di Sabatino | Bamboo Engineering       | Chevrolet Cruze 1.6T | MY    |
| 14 | James Nash           | Team Aon                 | Ford Focus S2000 TC  |       |
| 15 | Tom Coronel          | ROAL Motorsport          | BMW 320 TC           | M     |
| 16 | Alberto Cerqui       | ROAL Motorsport          | BMW 320 TC           | MY    |
| 18 | Tiago Monteiro       | Tuenti Racing Team       | SUNRED León 1.6T     | M     |
| 20 | Darryl O’Young       | Special Tuning Racing    | SEAT León WTCC       | MY    |
| 22 | Tom Boardman         | Special Tuning Racing    | SEAT León TDi        | MY    |
| 23 | Tom Chilton          | Team Aon                 | Ford Focus S2000 TC  |       |
| 25 | Mehdi Bennani        | Proteam Racing           | BMW 320 TC           | MY    |
| 26 | Stefano D'Aste       | Wiechers-Sport           | BMW 320 TC           | MY    |
| 27 | Gábor Wéber          | Zengő Motorsport         | BMW 320 TC           | MY    |
| 74 | Pepe Oriola          | Tuenti Racing Team       | SEAT León WTCC       | MY    |
| Nr | Kierowca             | Zespół                   | Samochód             | Klasa |

| Symbol | Klasa                                   |
| ------ | --------------------------------------- |
| M      | Producent (Manufacturers’ Championship) |
| Y      | Niezależny (Yokohama Trophy)            |

## Wyniki

### Sesje treningowe
| Sesja | Nr | Kierowca   | Zespół    | Samochód             | Czas     | Okr. |
| ----- | -- | ---------- | --------- | -------------------- | -------- | ---- |
| 1     | 8  | Alain Menu | Chevrolet | Chevrolet Cruze 1.6T | 1:27,008 | 13   |
| 2     | 8  | Alain Menu | Chevrolet | Chevrolet Cruze 1.6T | 1:27,304 | 16   |

### Kwalifikacje
| Poz.    | Nr      |         | Kierowca             | Zespół                   | Samochód             | Q1       | Q2       | Poz. s. R1 | Poz. s. R2 | Pkt     |
| II etap | II etap | II etap | II etap              | II etap                  | II etap              | II etap  | II etap  | II etap    | II etap    | II etap |
| ------- | ------- | ------- | -------------------- | ------------------------ | -------------------- | -------- | -------- | ---------- | ---------- | ------- |
| 1       | 2       |         | Robert Huff          | Chevrolet                | Chevrolet Cruze 1.6T | 1:27,683 | 1:26,791 | 1          | 10         | 5       |
| 2       | 1       |         | Yvan Muller          | Chevrolet                | Chevrolet Cruze 1.6T | 1:27,346 | 1:26,933 | 2          | 9          | 4       |
| 3       | 8       |         | Alain Menu           | Chevrolet                | Chevrolet Cruze 1.6T | 1:27,501 | 1:26,961 | 3          | 8          | 3       |
| 4       | 3       |         | Gabriele Tarquini    | Lukoil Racing Team       | SEAT León WTCC       | 1:28,162 | 1:27,490 | 4          | 7          | 2       |
| 5       | 11      | Y       | Alex MacDowall       | Bamboo Engineering       | Chevrolet Cruze 1.6T | 1:27,813 | 1:27,573 | 5          | 6          | 1       |
| 6       | 18      |         | Tiago Monteiro       | Tuenti Racing Team       | SEAT León WTCC       | 1:28,406 | 1:27,808 | 6          | 5          |         |
| 7       | 26      | Y       | Stefano D'Aste       | Wiechers-Sport           | BMW 320 TC           | 1:28,392 | 1:27,927 | 7          | 4          |         |
| 8       | 74      | Y       | Pepe Oriola          | Tuenti Racing Team       | SEAT León WTCC       | 1:28,100 | 1:28,122 | 8          | 3          |         |
| 9       | 15      |         | Tom Coronel          | ROAL Motorsport          | BMW 320 TC           | 1:28,149 | 1:28,124 | 9          | 2          |         |
| 10      | 4       | Y       | Aleksiej Dudukało    | Lukoil Racing Team       | SEAT León WTCC       | 1:28,298 | 1:28,317 | 10         | 1          |         |
| 11      | 20      | Y       | Darryl O’Young       | Special Tuning Racing    | SEAT León WTCC       | 1:28,364 | 1:28,342 | 11         |            |         |
| 12      | 25      | Y       | Mehdi Bennani        | Proteam Racing           | BMW 320 TC           | 1:28,293 | 1:28,373 | 12         | 11         |         |
| I etap  |         |         |                      |                          |                      |          |          |            |            |         |
| 13      | 14      |         | James Nash           | Team Aon                 | Ford Focus S2000 TC  | 1:28,421 | –        | 13         | 12         |         |
| 14      | 16      | Y       | Alberto Cerqui       | ROAL Motorsport          | BMW 320 TC           | 1:28,424 | –        | 14         | 13         |         |
| 15      | 5       | Y       | Norbert Michelisz    | Zengő Motorsport         | BMW 320 TC           | 1:28,582 | –        | 15         | 14         |         |
| 16      | 12      | Y       | Pasquale Di Sabatino | Bamboo Engineering       | Chevrolet Cruze 1.6T | 1:28,858 | –        | 16         | 15         |         |
| 17      | 6       | Y       | Franz Engstler       | Liqui Moly Team Engstler | BMW 320 TC           | 1:28,913 | –        | 17         | 16         |         |
| 18      | 7       | Y       | Charles Ng           | Liqui Moly Team Engstler | BMW 320 TC           | 1:29,137 | –        | 18         | 17         |         |
| 19      | 23      |         | Tom Chilton          | Team Aon                 | Ford Focus S2000 TC  | 1:29,271 | –        | 21         | 18         |         |
| 20      | 22      | Y       | Tom Boardman         | Special Tuning Racing    | SEAT León TDi        | 1:30,057 | –        | 19         |            |         |
| 21      | 27      | Y       | Gabor Weber          | Zengő Motorsport         | BMW 320 TC           | 1:30,116 | –        | 20         | 19         |         |

#### Warunki atmosferyczne[1]
| Temperatura toru      | 42 °C |
| Temperatura powietrza | 22 °C |
| Słońce                | Tak   |
| Opady deszczu         | Nie   |
| Sucho                 |       |

### Wyścig 1
| Poz.              | +/− | Nr |   | Kierowca             | Zespół                   | Samochód             | Okr. | Czas/Strata | Pkt. | Komentarz            |
| ----------------- | --- | -- | - | -------------------- | ------------------------ | -------------------- | ---- | ----------- | ---- | -------------------- |
| 1                 |     | 2  |   | Robert Huff          | Chevrolet                | Chevrolet Cruze 1.6T | 14   | 23:26,809   | 25   |                      |
| 2                 |     | 1  |   | Yvan Muller          | Chevrolet                | Chevrolet Cruze 1.6T | 14   | +0,312      | 18   |                      |
| 3                 |     | 8  |   | Alain Menu           | Chevrolet                | Chevrolet Cruze 1.6T | 14   | +0,739      | 15   |                      |
| 4                 |     | 3  |   | Gabriele Tarquini    | Lukoil Racing Team       | SEAT León WTCC       | 14   | +2,919      | 12   |                      |
| 5                 | 1   | 18 |   | Tiago Monteiro       | Tuenti Racing Team       | SUNRED León 1.6T     | 14   | +3,483      | 10   |                      |
| 6                 | 1   | 11 | Y | Alex MacDowall       | Bamboo Engineering       | Chevrolet Cruze 1.6T | 14   | +3,774      | 8    |                      |
| 7                 | 1   | 74 | Y | Pepe Oriola          | Tuenti Racing Team       | SEAT León WTCC       | 14   | +4,741      | 6    |                      |
| 8                 | 1   | 15 |   | Tom Coronel          | ROAL Motorsport          | BMW 320 TC           | 14   | +6,923      | 4    |                      |
| 9                 | 6   | 5  | Y | Norbert Michelisz    | Zengő Motorsport         | BMW 320 TC           | 14   | +8,419      | 2    |                      |
| 10                | 3   | 14 |   | James Nash           | Team Aon                 | Ford Focus S2000 TC  | 14   | +8,914      | 1    |                      |
| 11                | 6   | 6  | Y | Franz Engstler       | Liqui Moly Team Engstler | BMW 320 TC           | 14   | +9,796      |      |                      |
| 12                | 4   | 12 | Y | Pasquale Di Sabatino | Bamboo Engineering       | Chevrolet Cruze 1.6T | 14   | +10,429     |      |                      |
| 13                | 1   | 16 | Y | Alberto Cerqui       | ROAL Motorsport          | BMW 320 TC           | 14   | +12,813     |      |                      |
| 14                | 4   | 7  | Y | Charles Ng           | Liqui Moly Team Engstler | BMW 320 TC           | 14   | +13,178     |      |                      |
| 15                | 5   | 27 | Y | Gábor Wéber          | Zengő Motorsport         | BMW 320 TC           | 14   | +13,983     |      |                      |
| 16                | 5   | 23 |   | Tom Chilton          | Team Aon                 | Ford Focus S2000 TC  | 14   | +16,756     |      |                      |
| 17                | 5   | 25 | Y | Mehdi Bennani        | Proteam Racing           | BMW 320 TC           | 14   | +18,390     |      |                      |
| 18                | 1   | 22 | Y | Tom Boardman         | Special Tuning Racing    | SEAT León WTCC       | 13   | +1 okr.     |      |                      |
| 19                | 9   | 4  | Y | Aleksiej Dudukało    | Lukoil Racing Team       | SEAT León WTCC       | 11   | +3 okr.     |      |                      |
| Niesklasyfikowani |     |    |   |                      |                          |                      |      |             |      |                      |
|                   |     | 26 | Y | Stefano D'Aste       | Wiechers-Sport           | BMW 320 TC           | 5    |             |      | Kolizja z O’Youngiem |
|                   |     | 20 | Y | Darryl O’Young       | Special Tuning Racing    | SEAT León WTCC       | 4    |             |      | Kolizja z barierą    |
| Poz.              | +/− | Nr |   | Kierowca             | Zespół                   | Samochód             | Okr. | Czas/Strata | Pkt. | Komentarz            |

#### Najszybsze okrążenie
| Nr | Kierowca    | Zespół    | Samochód             | Czas     | Okr. |
| -- | ----------- | --------- | -------------------- | -------- | ---- |
| 1  | Yvan Muller | Chevrolet | Chevrolet Cruze 1.6T | 1:28,340 | 14   |

#### Warunki atmosferyczne[1]
| Temperatura toru      | 52 °C |
| Temperatura powietrza | 26 °C |
| Słońce                | Tak   |
| Opady deszczu         | Nie   |
| Sucho                 |       |

### Wyścig 2
| Poz.              | +/− | Nr |   | Kierowca             | Zespół                   | Samochód             | Okr. | Czas/Strata | Pkt. | Komentarz         |
| ----------------- | --- | -- | - | -------------------- | ------------------------ | -------------------- | ---- | ----------- | ---- | ----------------- |
| 1                 | 3   | 26 | Y | Stefano D'Aste       | Wiechers-Sport           | BMW 320 TC           | 12   | 17:58,529   | 25   |                   |
| 2                 | 8   | 2  |   | Robert Huff          | Chevrolet                | Chevrolet Cruze 1.6T | 12   | +0,377      | 18   |                   |
| 3                 | 1   | 15 |   | Tom Coronel          | ROAL Motorsport          | BMW 320 TC           | 12   | +0,494      | 15   |                   |
| 4                 | 1   | 74 | Y | Pepe Oriola          | Tuenti Racing Team       | SEAT León WTCC       | 12   | +4,103      | 12   |                   |
| 5                 | 9   | 5  | Y | Norbert Michelisz    | Zengő Motorsport         | BMW 320 TC           | 12   | +4,929      | 10   |                   |
| 6                 | 5   | 25 | Y | Mehdi Bennani        | Proteam Racing           | BMW 320 TC           | 12   | +5,432      | 8    |                   |
| 7                 | 6   | 16 | Y | Alberto Cerqui       | ROAL Motorsport          | BMW 320 TC           | 12   | +5,786      | 6    |                   |
| 8                 | 1   | 1  |   | Yvan Muller          | Chevrolet                | Chevrolet Cruze 1.6T | 12   | +6,464      | 4    |                   |
| 9                 | 7   | 6  | Y | Franz Engstler       | Liqui Moly Team Engstler | BMW 320 TC           | 12   | +6,474      | 2    |                   |
| 10                | 2   | 14 |   | James Nash           | Team Aon                 | Ford Focus S2000 TC  | 12   | +9,056      | 1    |                   |
| 11                | 7   | 23 |   | Tom Chilton          | Team Aon                 | Ford Focus S2000 TC  | 12   | +12,980     |      |                   |
| 12                | 7   | 27 | Y | Gábor Wéber          | Zengő Motorsport         | BMW 320 TC           | 12   | +15,659     |      |                   |
| 13                | 4   | 7  | Y | Charles Ng           | Liqui Moly Team Engstler | BMW 320 TC           | 12   | +37,399     |      |                   |
| 14                | 13  | 4  | Y | Aleksiej Dudukało    | Lukoil Racing Team       | SEAT León WTCC       | 11   | +1 okr.     |      |                   |
| 15                |     | 12 | Y | Pasquale Di Sabatino | Bamboo Engineering       | Chevrolet Cruze 1.6T | 11   | +1 okr.     |      |                   |
| 16                | 7   | 3  |   | Gabriele Tarquini    | Lukoil Racing Team       | SEAT León WTCC       | 11   | +1 okr.     |      |                   |
| Niesklasyfikowani |     |    |   |                      |                          |                      |      |             |      |                   |
|                   |     | 8  |   | Alain Menu           | Chevrolet                | Chevrolet Cruze 1.6T | 7    |             |      | Kolizja z barierą |
|                   |     | 11 | Y | Alex MacDowall       | Bamboo Engineering       | Chevrolet Cruze 1.6T | 7    |             |      | Wypadł z toru     |
|                   |     | 18 | Y | Tiago Monteiro       | Tuenti Racing Team       | SUNRED León 1.6T     | 7    |             |      | Przebita opona    |
| Nie wystartowali  |     |    |   |                      |                          |                      |      |             |      |                   |
|                   |     | 20 | Y | Darryl O’Young       | Special Tuning Racing    | SEAT León WTCC       |      |             |      |                   |
|                   |     | 22 | Y | Tom Boardman         | Special Tuning Racing    | SEAT León WTCC       |      |             |      |                   |
| Poz.              | +/− | Nr |   | Kierowca             | Zespół                   | Samochód             | Okr. | Czas/Strata | Pkt. | Komentarz         |

#### Najszybsze okrążenie
| Nr | Kierowca   | Zespół    | Samochód             | Czas     | Okr. |
| -- | ---------- | --------- | -------------------- | -------- | ---- |
| 8  | Alain Menu | Chevrolet | Chevrolet Cruze 1.6T | 1:27,820 | 5    |

#### Warunki atmosferyczne[1]
| Temperatura toru      | 46 °C |
| Temperatura powietrza | 26 °C |
| Słońce                | Tak   |
| Opady deszczu         | Nie   |
| Sucho                 |       |